# Fairfax (Karolina Południowa)
Fairfax – miasto w Stanach Zjednoczonych, w stanie Karolina Południowa, w hrabstwie Allendale.